# Georgioskirche

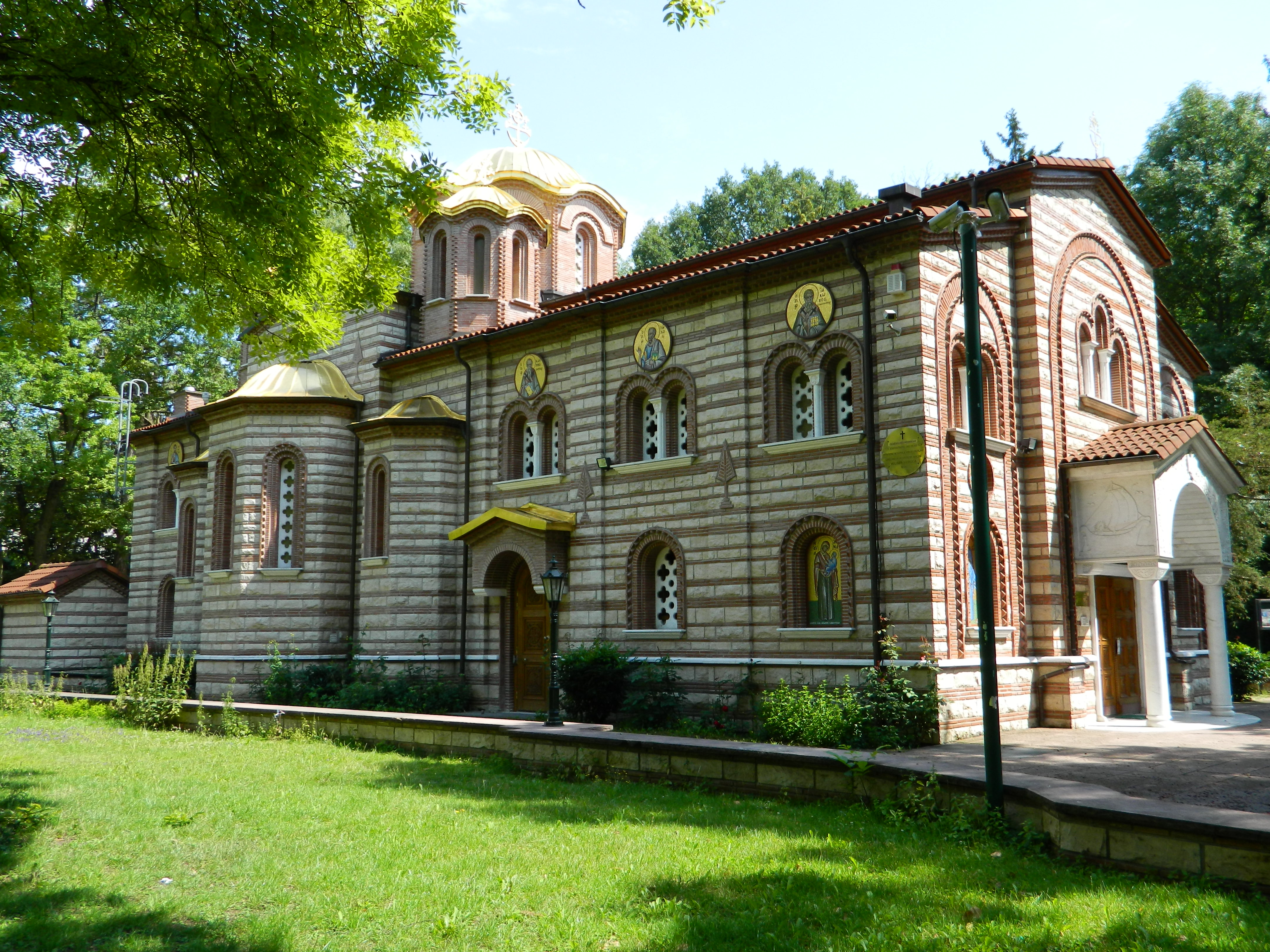
Die orthodoxe Georgioskirche in Frankfurt-Westend

Die griechisch-orthodoxe Georgioskirche ist ein im byzantinischen Stil errichtetes Kirchengebäude im Frankfurter Stadtteil Westend. Die Kirchengemeinde gehört zur Griechisch-orthodoxen Metropolie von Deutschland, die ihrerseits dem Ökumenischen Patriarchat von Konstantinopel angehört. Kirchenpatron ist der Heilige Georg.

## Lage
Die Georgioskirche liegt im Nordosten des Grüneburgparks in unmittelbarer Nähe zum Campus Westend der Goethe-Universität Frankfurt am Main. Das Kirchengebäude ist auf einer kleinen Erhebung errichtet worden, auf der sich einst der befestigte Gutshof „Grüne Burg“ und ein spätklassizistisches Orangeriegebäude der Familie Rothschild befanden.

## Geschichte
Im Jahr 1947 wurde die griechisch-orthodoxe Gemeinde zu Frankfurt offiziell gegründet, viele ihrer Mitglieder waren jedoch bereits nach Ende des Ersten Weltkriegs in Frankfurt sesshaft geworden.
Die Stadt Frankfurt stellte der Kirchengemeinde zur Gottesdienstfeier die alte Orangerie im Grüneburgpark zur Verfügung, welche im Zweiten Weltkrieg starke Schäden erlitten hatte. Nachdem das Gebäude in den 1950er-Jahren weitestgehend in Selbsthilfe zum Gotteshaus umgebaut worden war, konnte es ab 1959 als Notkirche genutzt werden.
Aufgrund von Baufälligkeit musste das provisorische Kirchengebäude in den 1990er-Jahren abgetragen werden und einem Neubau weichen, der von 1996 bis 1998 auf den Fundamenten der alten Orangerie errichtet wurde.

## Baubeschreibung
Die Georgioskirche ist ein kleines, im byzantinischen Stil errichtetes Kirchengebäude. Ihr Dach wird von fünf vergoldeten Kuppeln geziert. Der Innenraum des Gotteshauses ist äußerst prachtvoll ausgestattet.